# جان آر. تامسون
جان آر. تامسون (به انگلیسی: John R. Thomson) سناتور سابق عضو حزب دموکرات ایالات متحده آمریکا بود. وی در سال ۱۸۵۳ تا ۱۸۶۲ میلادی سناتور ایالت نیوجرسی در سنای ایالات متحده آمریکا بود.